# Самойловский (Астраханская область)
Самойловский — посёлок в Володарском районе Астраханской области, входит в состав сельского поселения Козловский сельсовет. Население 153 человек (2010), 91 % из них — казахи.

## История
В 1969 г. Указом Президиума ВС РСФСР посёлок рыбозавода имени Самойловой переименован в Самойловский.

## География
Самойловский расположен в юго-восточной части Астраханской области, в дельте реки Волги и находится на острове Назаровский, образованным реками Толмачевка и Тюрина. Абсолютная высота 26 метров ниже уровня моря
.

## Население
| 2002 | 2010 |
| ---- | ---- |
| 159  | ↘153 |

Национальный и гендерный состав
По данным Всероссийской переписи в 2010 году, численность населения составляла 153 человек (81 мужчина и 72 женщины, 52,9 и 47,1 %% соответственно).
Согласно результатам переписи 2002 года, в национальной структуре населения казахи составляли 91 % от общей численности населения в 158 жителей.
| Национальность | Численность (2010) | Процент |
| -------------- | ------------------ | ------- |
| Казахи         | 132                | 89,8%   |
| Русские        | 15                 | 10,2%   |
| Всего          | 147                | 100%    |

## Инфраструктура
Развито рыболовное хозяйство. В советское время действовал рыбозавод.
Есть пристань.

## Транспорт
Водный транспорт.